# Andrew Pitt

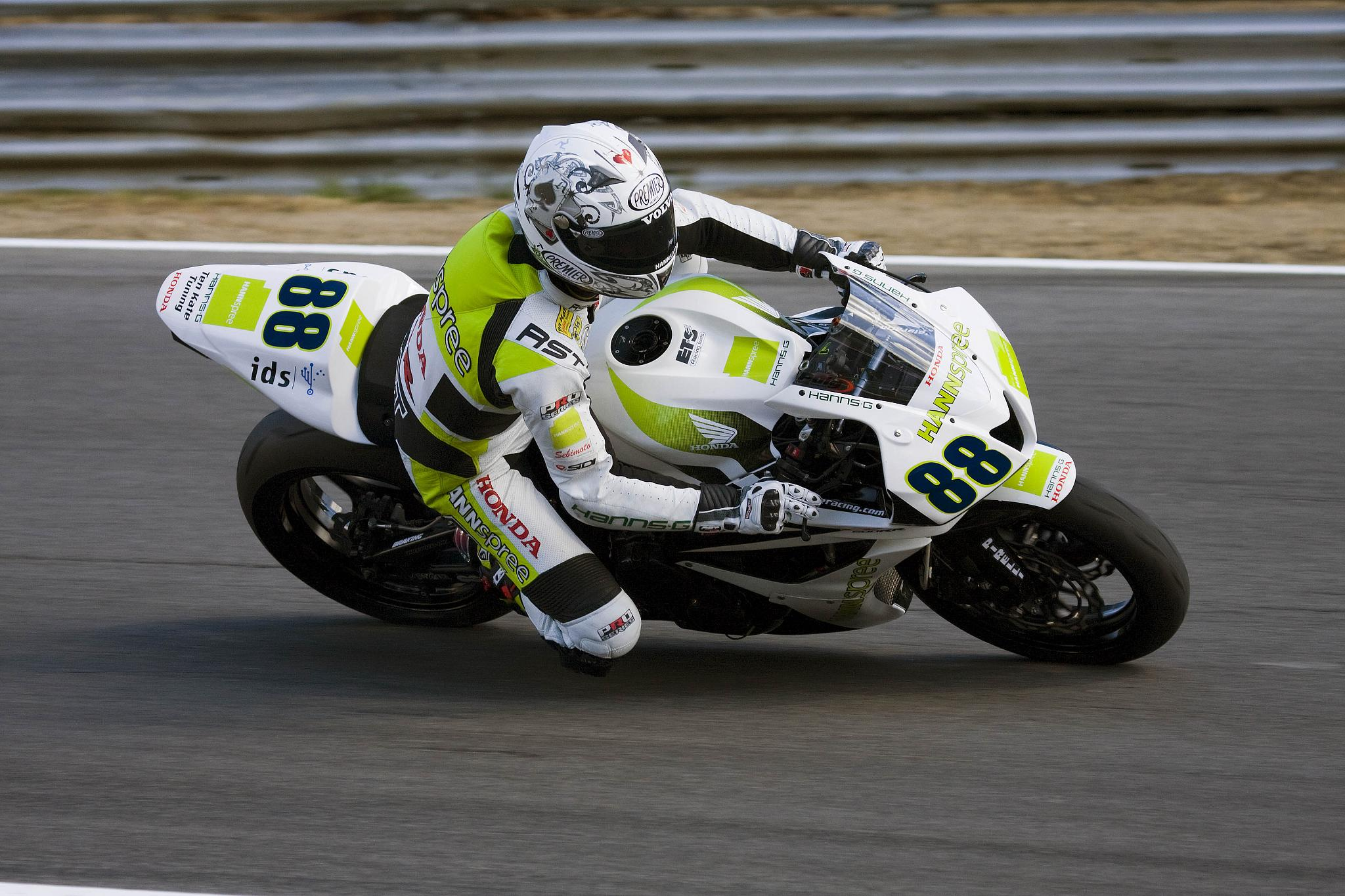
Andrew Pitt, världsmästaråret 2008

Andrew Pitt, född 19 februari 1976 i Kempsey, New South Wales, är en roadracingförare från Australien. Han blev världsmästare i Supersport säsongen 2001 och säsongen 2008. Han har även tävlat i Superbike och MotoGP. 2008 tävlar han i Supersport för Ten Kate Honda.

## Karriär
Pitt började i Supersport 2000 och blev världsmästare 2001, dock utan att vinna någon deltävling. Säsongen 2002 slutade han femma i Supersport. I slutet av 2002 debuterade han och Kawasaki i MotoGP-klassen i Malaysias Grand Prix. Han körde även de två sista racen och tog Kawasakis första poäng i MotoGP-klassen med tolfteplatsen i Kataloniens Grand Prix. Pitt körde för Kawasaki i MotoGP hela Roadracing-VM 2003 utan att glänsa och han lämnade Kawasaki efter säsongen. Följande år gjorde han enstaka inhopp i MotoGP för Moriwaki Racing och några inhopp i Supersport
Roadracing-VM 2005 bytte Pitt till Superbike för Yamaha. Han visade sig rätt konkurrenskrsftig och slutade på åttonde plats i sammandraget med 156 poäng och en fjärdeplats som bästa resultat i ett heat. Säsongen 2006 vann Pitt sitt första Superbike-heat på Misano World Circuit. Han fick stiga upp sex gånger på prispallen och slutade femma i VM med poäng.
Inför säsongen 2007 skrev Pitt på för Ilmor för att utveckla deras MotoGP-cykel Ilmor X3 800cc. Han startade i säsongens första GP, Qatars MotoGP 2007, men Ilmoren visade sig långt ifrån konkurrenskraftig och teamet drog sig ur världsmästerskapen. För Pitt blev det åter ett par inhopp i Supersport. Det resulterade i tvåandraplatser bakom dominanten Kenan Sofuoglu och ett kontrakt med Ten Kate Honda för de kommande säsongerna.
År 2008 körde Pitt hela säsongen för Ten Kate Honda i Supersport. Han inledde säsongen starkt och tog fyra segrar på de sju första racen. Han släppte sedan inte greppet och kunde säkra VM-titeln med en seger i näst sista deltävlingen på Magny-Cours-banan. Pitt fortsatte i Supersport och kom på femte plats. 2010 körde han Superbike-Vm för Team Reitwagen BMW. Teamet fick dock slut på pengar efter tre deltävlingar. Pitt fick istället en styrning i de brittiska superbikemästerskapen. En skada efter ett fall på Brands Hatch tvang dock Pitt att avsluta sin tävlingskarriär.